# Clube de Regatas Brasil
Il Clube de Regatas Brasil, noto anche semplicemente come CRB, è una società calcistica brasiliana con sede nella città di Maceió, capitale dello stato dell'Alagoas.

## Storia
Il club è stato fondato il 20 settembre 1912 da Lafaiete Pacheco, ex membro del Clube Alagoano de Regatas, che era insoddisfatto per le precarie condizioni del suo ex club. Aroldo Cardoso Zagallo, padre di Mário Jorge Lobo Zagallo, ha lavorato presso il club nel 1913 come capo del reparto di calcio.
Quattro anni dopo, nel 1916, il CRB acquistò un campo da calcio nel quartiere Pajuçara, dove oggi si trova l'Estádio Severiano Gomes Filho.

## Strutture

### Stadio
Il CRB gioca le partite casalinghe all'Estádio Rei Pelé, che ha una capacità di 18 801 posti.

## Palmarès

### Competizioni statali
- Campionato Alagoano: 35

1927, 1930, 1937, 1938, 1939, 1940, 1950, 1951, 1961, 1964, 1969, 1970, 1972, 1973, 1976, 1977, 1978, 1979, 1983, 1986, 1987, 1992, 1993, 1995, 2002, 2012, 2013, 2015, 2016, 2017, 2020, 2022, 2023, 2024, 2025

### Altri piazzamenti
- Campeonato Brasileiro Série C:

Secondo posto: 2011
- Copa do Nordeste:

Finalista: 1994, 2024
Semifinalista: 2022

## Organico

### Rosa 2021
| N. |                    | Ruolo | Calciatore       |
| -- | ------------------ | ----- | ---------------- |
|    | Brasile (bandiera) | P     | Edson            |
|    | Brasile (bandiera) | P     | Pedro            |
|    | Brasile (bandiera) | P     | Victor Souza     |
|    | Ecuador (bandiera) | D     | Luis Segovia     |
|    | Brasile (bandiera) | D     | Ewerton Páscoa   |
|    | Brasile (bandiera) | D     | Gum              |
|    | Brasile (bandiera) | D     | Reginaldo Júnior |
|    | Brasile (bandiera) | D     | Ricardo          |
|    | Brasile (bandiera) | D     | Thalisson Kelven |
|    | Brasile (bandiera) | D     | Xandão           |
|    | Brasile (bandiera) | D     | Léo Príncipe     |
|    | Brasile (bandiera) | D     | Lucas Mendes     |
|    | Brasile (bandiera) | D     | Orlando          |
|    | Brasile (bandiera) | D     | Reginaldo        |
|    | Brasile (bandiera) | D     | Igor             |
|    | Brasile (bandiera) | D     | Hugo             |
|    | Brasile (bandiera) | C     | Adson            |
|    | Brasile (bandiera) | C     | Claudinei        |
|    | Brasile (bandiera) | C     | Jalysson         |
|    | Brasile (bandiera) | C     | Jatobá           |

| N. |                      | Ruolo | Calciatore      |
| -- | -------------------- | ----- | --------------- |
|    | Brasile (bandiera)   | C     | Moacir          |
|    | Brasile (bandiera)   | C     | Thiaguinho      |
|    | Brasile (bandiera)   | C     | Washington      |
|    | Argentina (bandiera) | C     | Diego Torres    |
|    | Brasile (bandiera)   | C     | Felipe Menezes  |
|    | Brasile (bandiera)   | C     | Magno Cruz      |
|    | Brasile (bandiera)   | C     | Matheus Paquetá |
|    | Brasile (bandiera)   | C     | Rafael Longuine |
|    | Brasile (bandiera)   | A     | Alisson Safira  |
|    | Brasile (bandiera)   | A     | Bill            |
|    | Brasile (bandiera)   | A     | Darlisson       |
|    | Brasile (bandiera)   | A     | Dudu            |
|    | Brasile (bandiera)   | A     | Dudu Alagoano   |
|    | Brasile (bandiera)   | A     | Erik            |
|    | Brasile (bandiera)   | A     | João Carlos     |
|    | Brasile (bandiera)   | A     | Léo Gamalho     |
|    | Brasile (bandiera)   | A     | Luidy           |
|    | Brasile (bandiera)   | A     | Maurinho        |
|    | Brasile (bandiera)   | A     | Ruan            |

### Rosa 2020
| N. |                    | Ruolo | Calciatore       |
| -- | ------------------ | ----- | ---------------- |
|    | Brasile (bandiera) | P     | Edson            |
|    | Brasile (bandiera) | P     | Pedro            |
|    | Brasile (bandiera) | P     | Victor Souza     |
|    | Brasile (bandiera) | D     | Ewerton Páscoa   |
|    | Brasile (bandiera) | D     | Gum              |
|    | Brasile (bandiera) | D     | Reginaldo Júnior |
|    | Brasile (bandiera) | D     | Ricardo          |
|    | Brasile (bandiera) | D     | Thalisson Kelven |
|    | Brasile (bandiera) | D     | Xandão           |
|    | Brasile (bandiera) | D     | Léo Príncipe     |
|    | Brasile (bandiera) | D     | Lucas Mendes     |
|    | Brasile (bandiera) | D     | Orlando          |
|    | Brasile (bandiera) | D     | Reginaldo        |
|    | Brasile (bandiera) | D     | Igor             |
|    | Brasile (bandiera) | D     | Hugo             |
|    | Brasile (bandiera) | C     | Adson            |
|    | Brasile (bandiera) | C     | Claudinei        |
|    | Brasile (bandiera) | C     | Jalysson         |
|    | Brasile (bandiera) | C     | Jatobá           |

| N. |                      | Ruolo | Calciatore      |
| -- | -------------------- | ----- | --------------- |
|    | Brasile (bandiera)   | C     | Moacir          |
|    | Brasile (bandiera)   | C     | Thiaguinho      |
|    | Brasile (bandiera)   | C     | Washington      |
|    | Argentina (bandiera) | C     | Diego Torres    |
|    | Brasile (bandiera)   | C     | Felipe Menezes  |
|    | Brasile (bandiera)   | C     | Magno Cruz      |
|    | Brasile (bandiera)   | C     | Matheus Paquetá |
|    | Brasile (bandiera)   | C     | Rafael Longuine |
|    | Brasile (bandiera)   | A     | Alisson Safira  |
|    | Brasile (bandiera)   | A     | Bill            |
|    | Brasile (bandiera)   | A     | Darlisson       |
|    | Brasile (bandiera)   | A     | Dudu            |
|    | Brasile (bandiera)   | A     | Dudu Alagoano   |
|    | Brasile (bandiera)   | A     | Erik            |
|    | Brasile (bandiera)   | A     | João Carlos     |
|    | Brasile (bandiera)   | A     | Léo Gamalho     |
|    | Brasile (bandiera)   | A     | Luidy           |
|    | Brasile (bandiera)   | A     | Maurinho        |
|    | Brasile (bandiera)   | A     | Ruan            |